# Мавретания Тингитанская
Тингитанская Мавретания (лат. Mauretania Tingitana) — провинция Римской империи, занимавшая север современного Марокко (с Сеутой и Мелильей).
Провинция учреждена в 42 году после смерти последнего мавретанского царя Птолемея по указу императора Клавдия, разделившему Мавретанию по реке Мулуя на две части — Цезарейскую (запад Алжира) и Тингитанскую (север Марокко). Утрачена в 420-х годах в связи с нашествием вандалов.
Простиралась к югу от Геркулесовых столбов до Салы и Волюбилиса. Административным центром был город Тингис, давший название всей провинции. Другие значительные города — Волюбилис, Ликсус и Тамуда.
К 285 году южная граница провинции вернулась к реке Лукос по малоизученным причинам. Сала и Могадор, города на Атлантическом побережье, оставались единственными, сохранявшими связь с Римом и римскими провинциями. Перед приходом вандалов римская администрация покидает все города к северу от Лукоса кроме Сеуты. Вплоть до нашествия мусульман в Волюбилисе, Ликсусе и, возможно, в Сале остаются небольшие поселения.